# Abdominoplastia
La abdominoplastia es un procedimiento quirúrgico complejo de reconstrucción de la pared abdominal, que consta de eliminación del exceso de piel, del exceso de grasa y la tensión de los músculos de la pared abdominal con el objetivo final de remodelar el abdomen, la cintura y la forma del tronco del cuerpo.

## Indicaciones
Las indicaciones para esta intervención son:
1. Personas con obesidad mórbida, es decir, que tenían un gran sobrepeso, y que con la ayuda de una cirugía especializada o de un tratamiento médico lograron una pérdida masiva de peso, lo cual provocó que la piel que rodea el tronco (abdomen y tórax) cuelgue de su cuerpo dando una imagen de sí mismos muy desagradable. En realidad estos pacientes son solidarios de dermolipectomía circular, ya que la abdominoplastia es la reparación de las deformidades del abdomen.
2. Mujeres han tenido uno o más embarazos. En los embarazos se forma piel extra por la expansión que hay sobre todo en los últimos tres meses en los que el bebé crece más y que después del parto se ve floja, y hace ver el abdomen abultado; esta expansión de la piel del abdomen también provoca la aparición de estrías. También es frecuente, sobre todo en mujeres que han tenido embarazos múltiples o repetidos, la aparición de la diástasis del músculo recto abdominal, es decir la separación del músculo de la línea media. Es deseable que las mujeres candidatas a esta cirugía no se embaracen nuevamente y usen un método anticonceptivo. Sin embargo, en caso de nuevo embarazo, este puede llegar a término, aunque la deformidad puede volver a producirse.

## Técnica
La intervención se lleva a cabo bajo anestesia general o epdidural y se compone de cinco pasos primordiales:
1. Dermolipectomía, que implica extirpar del abdomen toda la piel y grasa excedente, el llamado delantal abdominal.
2. La pared abdominal se reconstruye con la plicatura, es decir  mediante el uso de suturas para unir los músculos rectos del abdomen, que en los embarazos se separan formándose una hernia (diastasis de rectos); es por esto que en cada embarazo el abdomen puede distenderse.
3. Cierre cutáneo: sutura del colgajo de piel que se formó.
4. Recolocación del ombligo llamada neoumbilicoplastia
5. Finalmente, y si es preciso, la liposucción de los flancos y caderas, con la cual se remoldea el contorno corporal de la o el paciente.

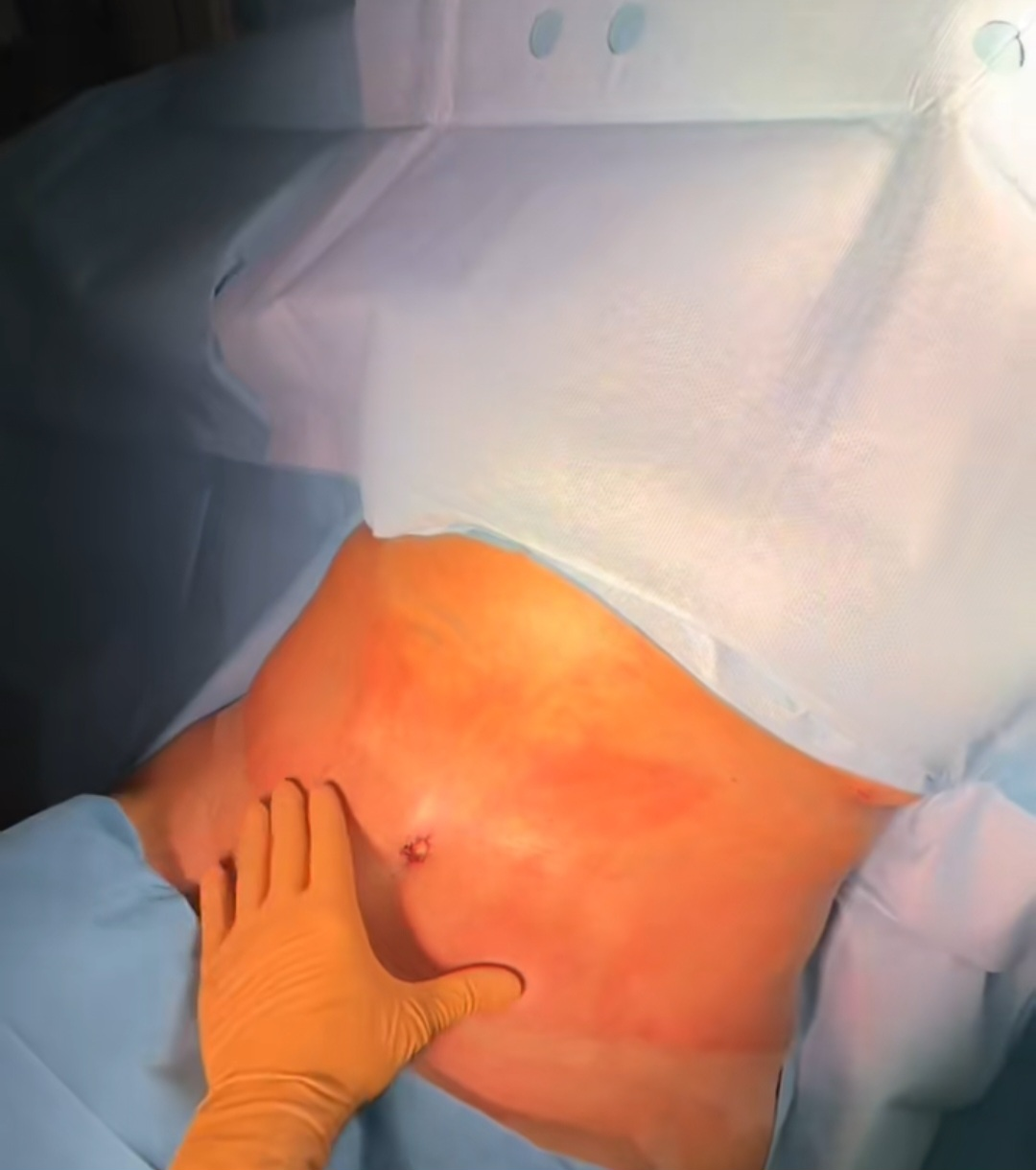
Resultados inmediatos de una abdominoplastia

El ingreso hospitalario es habitualmente de 24 o 48 horas y la recuperación completa exige de cuatro a seis semanas, aunque es recomendable no realizar grandes esfuerzos durante los tres primeros meses. La intervención está contraindicada en pacientes fumadores, ya que existe un riesgo importante de necrosis del colgajo cutáneo abdominal.
Lo más común es que se pueda volver a la rutina a los dos meses. El ejercicio físico de forma moderada durante el período de postoperatorio de la abdominoplastia Archivado el 23 de abril de 2019 en Wayback Machine. acelera la recuperación pero es importante no abusar de ejercicios intensos. La cicatriz de la abdominoplastia suele situarse sobre el pubis, de forma horizontal y disimulable con ropa interior. Puede variar según el tipo de intervención: miniabdominoplastia, clásica o en T invertida. Inicialmente es rojiza y algo inflamada, pero con el tiempo se atenúa, aclarándose y aplanándose. Su evolución completa puede tardar de 12 a 18 meses.